# منتخب السويد تحت 21 سنة لكرة القدم
منتخب السويد تحت 21 سنة لكرة القدم هو الممثل الرسمي لـ السويد في بطولات كرة القدم تحت 21 سنة. يشارك الفريق في بطولة أوروبا تحت 21 لكرة القدم التي تقام كل عامين.